# Diplulmaris
Diplulmaris is een geslacht van schijfkwallen uit de familie van de Ulmaridae.

## Soorten
- Diplulmaris antarctica Maas, 1908
- Diplulmaris malayensis Stiasny, 1935